# 1613
سنة 1613 كانت سنة بسيطة تبدأ يوم الثلاثاء (الرابط يظهر نموذج التقويم الكامل للسنة) من التقويم اليولياني.

## أحداث
- تأسيس مدينة جانسى وتقع حاليا في الهند.

تأسيس إمارة الكويت ، تم الأعتراف بإمارة الكويت من قبل الدولة العثمانية في عام 1613 ميلادي وتعتبر أول دولة عربية مستقلة عن الدولة العثمانية آنذاك

## مواليد
- جيرار دو رسام هولندي
- جيريمي تايلور
- خوشحال خان ختك
- لويزا دي غوزمان سياسية إسبانية
- يوهان غيورغ الثاني، ناخب ساكسونيا
- يوهان هاينريش فويت رياضياتي ألماني

## وفيات
- ابن أبي محلي مستكشف مغربي
- الشيخ المأمون
- حافظ أحمد باشا الخادم سياسي عثماني
- خوان باتيستا ريكو متدين إسباني
- ديفيد غانس عالم ألماني
- كارلو غيزوالدو